# Membranoppia ventrolaminata
Membranoppia ventrolaminata är en kvalsterart som först beskrevs av Hammer 1962.  Membranoppia ventrolaminata ingår i släktet Membranoppia och familjen Oppiidae. Inga underarter finns listade i Catalogue of Life.